# Diclosulam
Diclosulam ist ein Pflanzenschutzwirkstoff aus der Gruppe der Herbizide, dient also der Bekämpfung von Unkräutern in der Landwirtschaft.

## Geschichte
Diclosulam wurde 1996 erstmals für die Anwendung bei Erdnüssen zugelassen.

## Anwendung
Der Wirkstoff findet hauptsächlich Anwendung bei Sojabohnen und Erdnüssen.

## Eigenschaften
In einer Studie wurden Cloransulam-methyl und Diclosulam bei der Anwendung auf Sojafeldern und deren Auswirkungen auf Bodenmikroben verglichen. Die Ergebnisse zeigten, dass beide Herbizide die Anzahl von funktionellen Bakterien, die mit dem Abbau von Pestiziden in Verbindung stehen, erhöhten. Außerdem aktivierten beide Herbizide die β-Glucosidase-Aktivität. Während Diclosulam eine positive Wirkung auf die Urease-Aktivität hatte, aktivierte Cloransulam-Methyl die Urease-Aktivität nur bei Konzentrationen von 0,05 und 0,5 mg/kg. Insgesamt ist die Toxizität von Diclosulam größer als die von Cloransulam-methyl.

## Zulassung
Ein Pflanzenschutzmittel mit dem Wirkstoff Diclosulam wird unter den Handelsnamen Strongarm, Spider und Crosser Herbizide vermarktet und ist zum Beispiel in einigen US-amerikanischen Staaten zugelassen. In der Europäischen Union und der Schweiz sind diese Präparate jedoch nicht zugelassen.